# Château des Torcy
Le château des Torcy  est un édifice situé à Garnat-sur-Engièvre, en France.

## Localisation
Le château des Torcy est situé sur le territoire de la commune de Garnat-sur-Engièvre, dans le département de l'Allier, en région Auvergne-Rhône-Alpes. 

## Description
Le château est un logis du milieu du XIXe siècle mais les deux pavillons d'entrée en briques datent des XVIIe siècle et XVIIIe siècle. Le logis principal est un long bâtiment de plan rectangulaire à deux niveaux, percé de fenêtres, avec un avant-corps carré à fronton triangulaire, pour accueillir la porte d'entrée[source insuffisante]. 

## Historique
C'est au château de Torcy que Louis VII le Jeune et Henri II Plantagenêt auraient accueilli le pape Alexandre III qui se rendait à Souvigny. La motte entourée de fossés n'a été nivelée qu'en 1840. En 1503, Phelibert de Torcy, écuyer et ses enfants, Lays de Torcy, chevalier et Jehan de Torcy, sont seigneurs en partie de Beaulon et du Deffend. En 1527, on signale l'existence de Jean de Torcy, seigneur du lieu : il semble donc qu'une famille portant le nom du fief l'a possédé plusieurs siècles durant. À la Révolution, le château appartenait à Claude Amable des Ulmes, qui mourut le 16 février 1790. Son fils ayant émigré, une partie des biens fut vendue et l'autre fut mise sous séquestre[réf. souhaitée].